# 愛娃·馬克斯

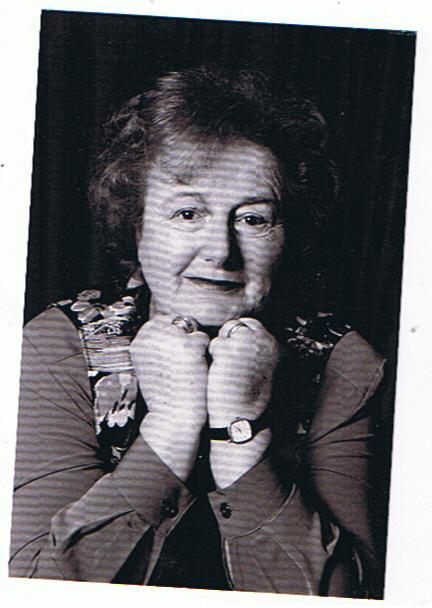
愛娃·馬克斯

愛娃·馬克斯（Eva Marks，1932年7月1日—2020年2月27日），奥地利人，犹太人大屠杀的幸存者。

## 经历
出生于维也纳，在水晶之夜事件之后逃到拉脱维亚，德奧合併之后前往纳粹德国，以期获得美国签证。1941年德国入侵俄国后，她和她的家人被俄国人运送到西伯利亚深处的古拉格，随后又于1943年又转移到哈萨克斯坦。
1947年解放后，她在墨尔本建立了新的生活。她的著作《拼凑的生活》（A Patchwork Life）中描述了自己的生活故事。
她曾在墨尔本的犹太人大屠杀博物馆和研究中心担任志愿者17年，在澳大利亚的犹太人博物馆工作了18个月，并在大屠杀中心之友担任了三年的财务主管。此外，
她是世界大屠杀儿童幸存者联合会墨尔本分会的创始成员。
2010年10月28日，被授予奥地利大屠杀纪念奖。
2020年2月27日，去世。

## 外部連結
- Book Review A Patchwork Life （页面存档备份，存于）
- Eva Marks (Radio National)